# (4045) Lowengrub
(4045) Lowengrub es un asteroide perteneciente al cinturón exterior de asteroides descubierto por el equipo del Indiana Asteroid Program desde el Observatorio Goethe Link de Brooklyn, Estados Unidos, el 9 de septiembre de 1953.

## Designación y nombre
Lowengrub se designó al principio como 1953 RG.
Posteriormente, en 1995, fue nombrado en honor del matemático estadounidense Morton Lowengrub.

## Características orbitales
Lowengrub orbita a una distancia media de 3,228 ua del Sol, pudiendo acercarse hasta 2,896 ua y alejarse hasta 3,561 ua. Tiene una excentricidad de 0,1029 y una inclinación orbital de 21,33 grados. Emplea 2119 días en completar una órbita alrededor del Sol.

## Características físicas
La magnitud absoluta de Lowengrub es 11,1 y el periodo de rotación de 9,764 horas.